# إدوارد كيد
إدوارد كيد هو سياسي كندي، ولد في 9 سبتمبر 1849 في كندا، وتوفي في 16 سبتمبر 1912. حزبياً، نشط في حزب كندا المحافظ. وقد انتخب عضو مجلس العموم الكندي.